# Afonso Vaz de Azevedo
Afonso  Vaz de Azevedo foi um dos povoadores dos Açores cujas famílias actuais descendem, uns, de Afonso Vaz de Azevedo, e, outros, de Fernão Vaz de Azevedo,  seu  sobrinho,  os  quais  passaram  nos fins do século XV à ilha Terceira, Açores, onde foram dos primeiros povoadores.
Segundo o Padre António Cordeiro, na sua História Insulana, e outros escritores, procediam da nobre geração e linhagem dos Azevedos, cuja casa solar é a Torre de Azevedo, na freguesia de São Salvador da Lama (Barcelos), do actual concelho de Barcelos, outrora concelho de Prado.
Apesar de não ser possível garantir, é forçoso, porem, confessar, que eram nobres e próximos parentes de João Vaz Corte Real, 1º capitão donatário de Angra do Heroísmo.
1 - Afonso  Vaz de Azevedo, casou na ilha Terceira com Beatriz Anes de Sousa, filha de Gonçalo Anes de Sousa, Fidalgo da Casa Real e também dos primeiros povoadores da ilha Terceira.
As suas desinteligências com o donatário João Vaz Corte Real forçaram-no a retirar-se para a ilha de São Miguel, onde residiu entre Ponta Delgada e Vila Franca do Campo, no sitio onde existe um pequeno porto de mar, que ele próprio mandou abrir à sua custa e a que foi posto o nome de Afonso Vaz.
Anos depois voltou à ilha Terceira onde veio a falecer tendo deixado alguns filhos bastardos na ilha de são Miguel e as seguintes filhas do seu matrimónio:
1. Marinha Afonso de Azevedo, casado em Angra do Heroísmo com Diogo Fernandes de Boim.
2. Joana Pais de Azevedo, e que casou com o seu cunhado, Diogo Fernandes de Boim após a morte da irmã.
3. Iria Afonso de Azevedo, que também casou em Angra do Heroísmo com Álvaro Dias Vieira.